# زعفران (گیاه)
کروکوس ساتیووس (نام علمی: Crocus sativus) نام گونهٔ زراعی از سردهٔ زعفران است. زعفران یک ادویه ارزشمند در منطقه کوه‌های زاگرس است. زعفران با نام علمی کرکوس ساتیوس Crocus Sativus  از خانواده زنبقیان Iridaceae  است.
بهترین زمان برای کاشت زعفران ماه اردیبهشت و خرداد است و هرچه قدر هوا رو به گرمی برود و زمان کاشت به تأخیر بیافتد، پیاز زعفران دچار آسیب خواهد شد. آبیاری برای زعفران در اوایل کشت نیاز است و بعد از این تنها در زمان برداشت و چند روز قبل از برداشت نیاز به آب در زمین‌های کشت زعفران دیده می‌شود. گیاه زعفران نسبت به گیاهان دیگر به آبیاری و مراقبت کمتری نیاز دارد. پیاز زعفران زمانی که کاشت می‌شود تا ۷ سال بعد از آن نیاز به کاشت مجدد ندارد.

## نگارخانه

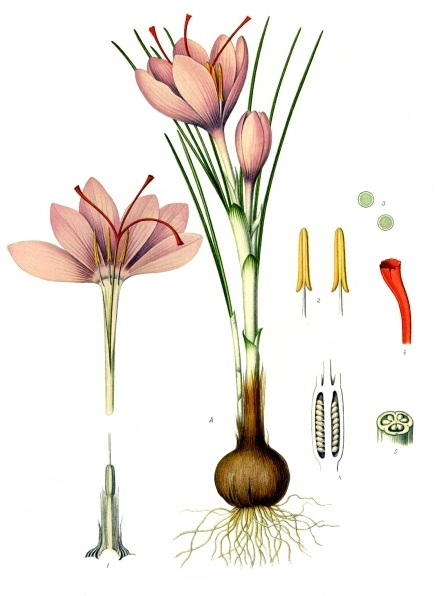
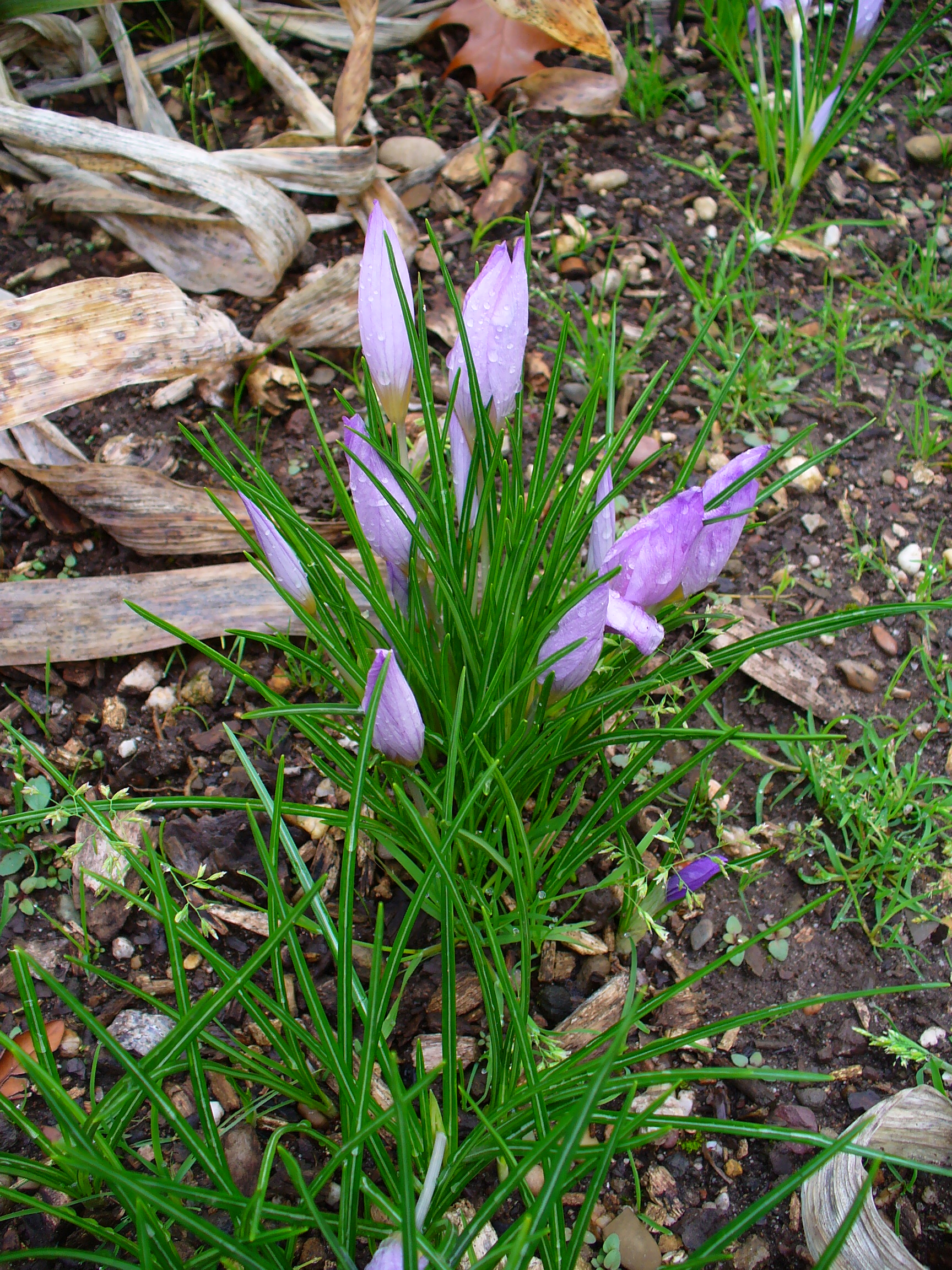
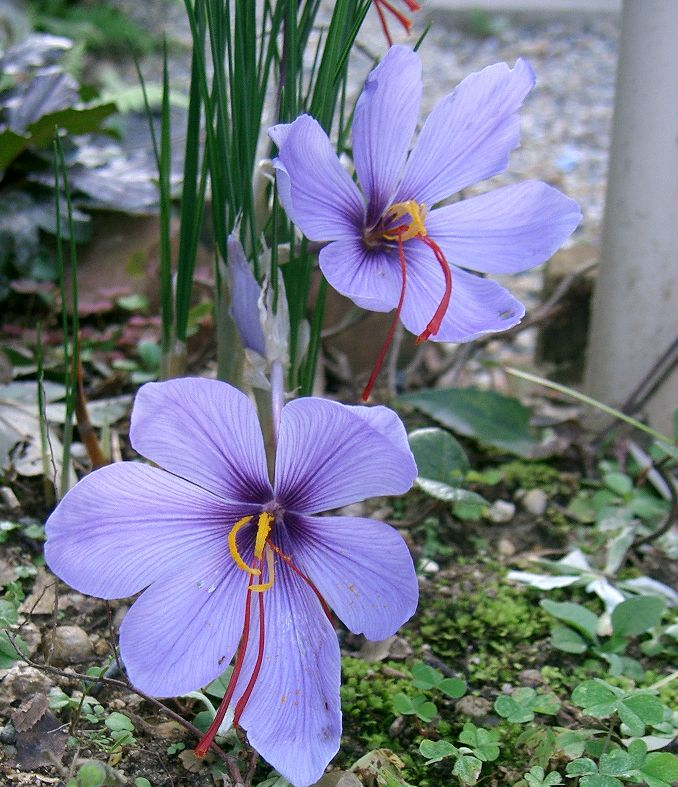
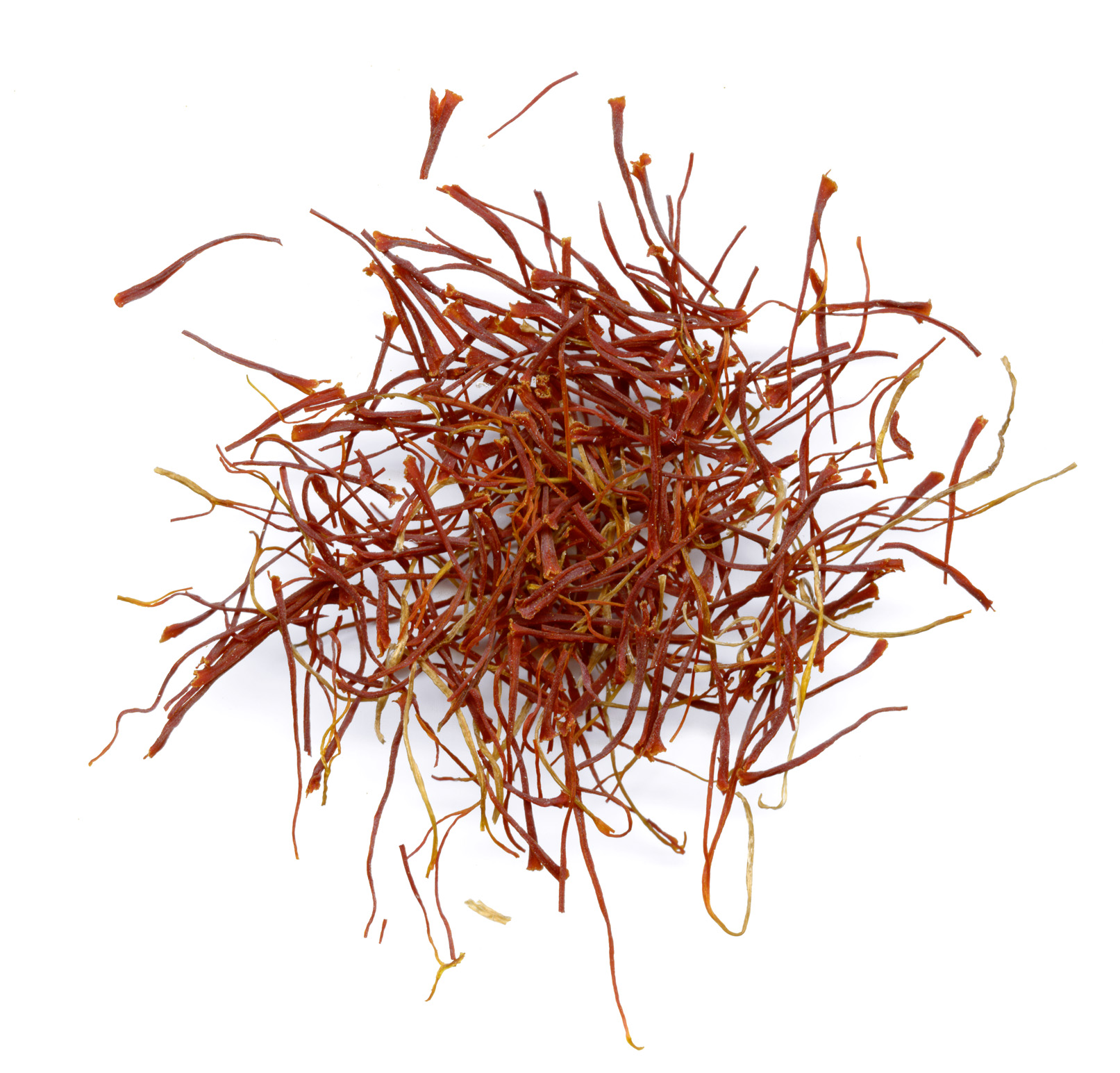
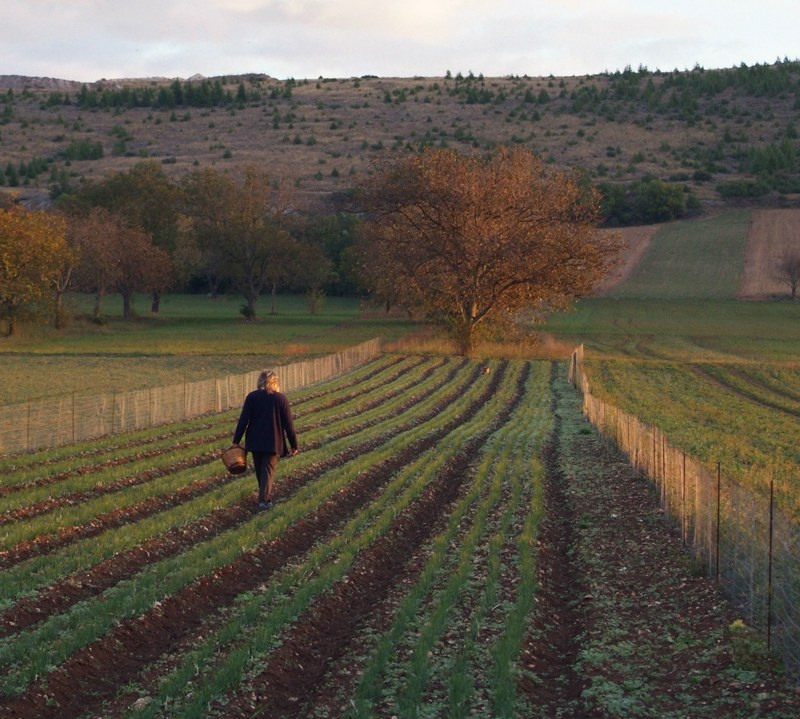
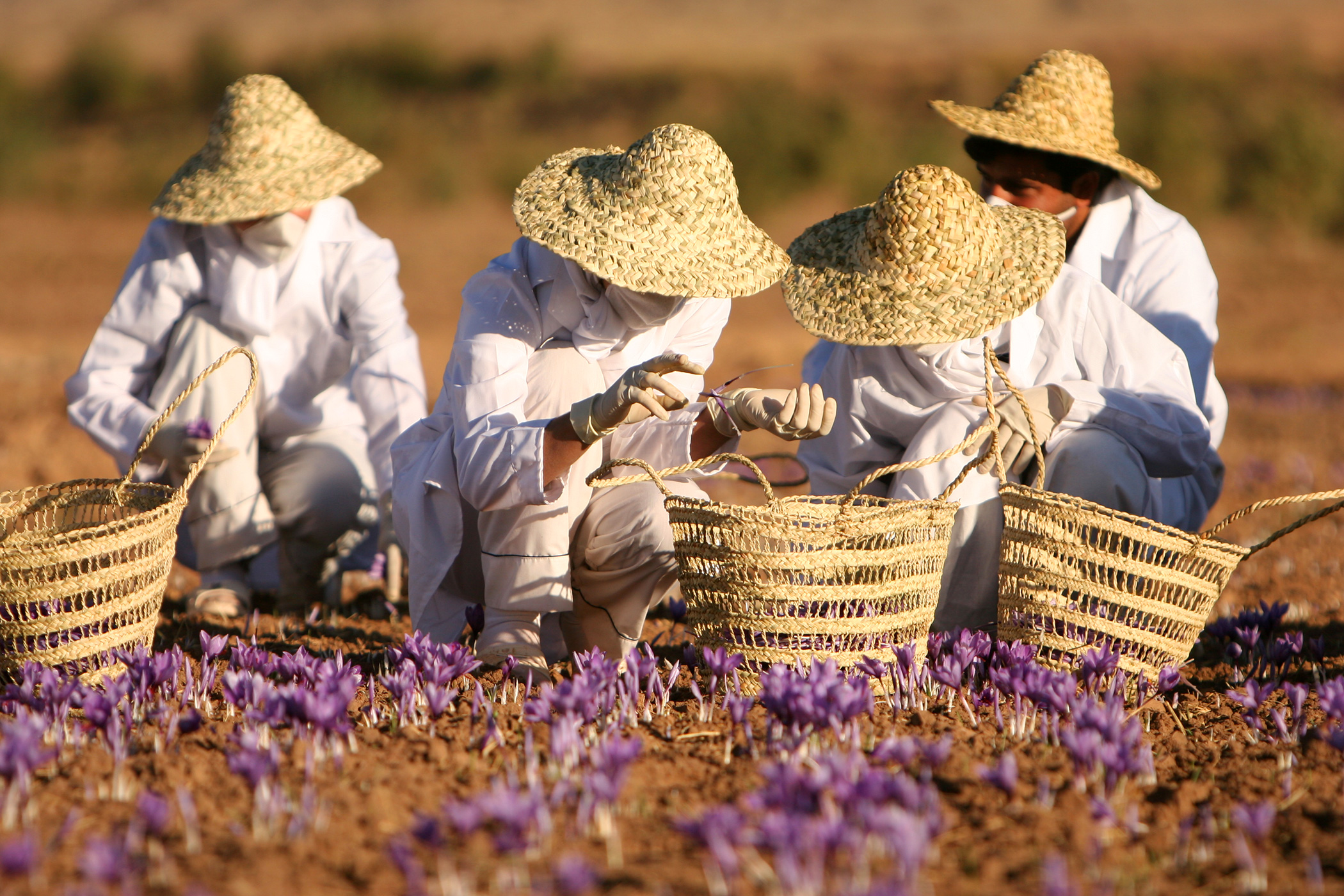

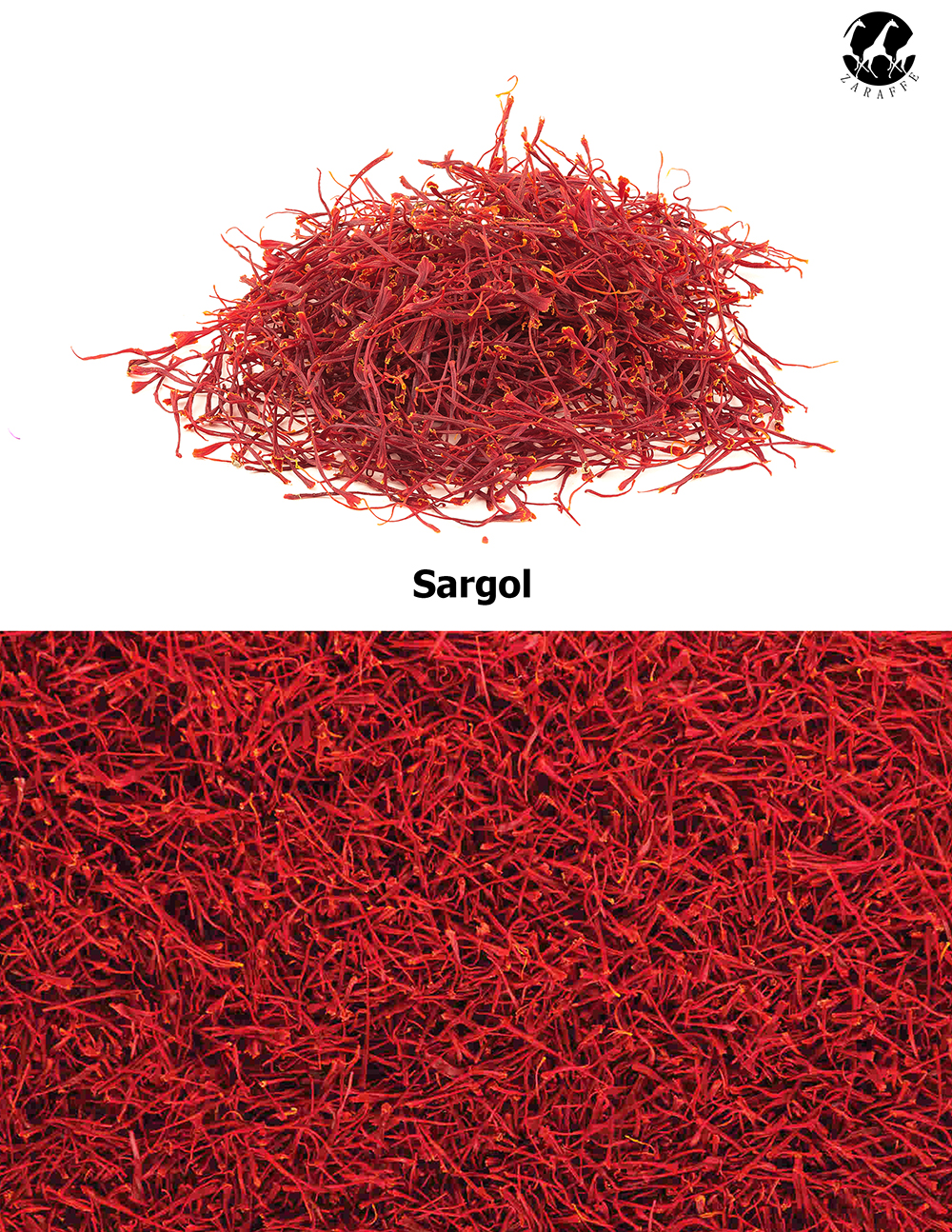